# Banca del Veneto Centrale
Banca del Veneto Centrale Credito Cooperativo è una banca di credito cooperativo senza finalità di lucro, con sede a Longare.

## Storia
Banca del Veneto Centrale - Credito Cooperativo di Longare nasce nel 1896 nella sacrestia della chiesa di Costozza.
Nel 1982 prima fusione con  Cassa Rurale di Tramonte e Praglia e il nome della banca muta in Cassa Rurale ed Artigiana di Costozza e Tramonte-Praglia
Nel 1996, dopo la fusione con BCC di Grantorto prende il nome Banca del Centroveneto.
Nel 2017 si fonde con la Bassano Banca Credito Cooperativo di Romano e S. Caterina prendendo la denominazione di Centroveneto Bassano Banca
Nel 2020 si fonde con RovigoBanca e prende l'attuale denominazione